# هفت گناه کبیره (فیلم ۱۹۵۲)
هفت گناه کبیره (انگلیسی: The Seven Deadly Sins) فیلمی به کارگردانی کلود اوتان-لارا و روبرتو روسلینی است که در سال ۱۹۵۲ منتشر شد.
از بازیگران آن می‌توان به میشله مورگان، ژرار فیلیپ، آیسا میراندا، لوئی دوفونس، لیانا فری و ویوین رومنس اشاره کرد.